# Aminata
Aminata Savadogo (Riga, 9 de gener de 1993), més coneguda com a Aminata, és una cantant letona. Va guanyar el concurs televisiu Supernova 2015 amb la cançó "Love Injected", amb la qual cosa va guanyar el dret de representar a Letònia al Festival de la Cançó d'Eurovisió 2015 a Viena.